# Anevrina olympiae
Anevrina olympiae är en tvåvingeart som först beskrevs av Aldrich 1904.  Anevrina olympiae ingår i släktet Anevrina och familjen puckelflugor. Inga underarter finns listade i Catalogue of Life.